# Birger Munk Olsen
Birger Munk Olsen, né le 26 juin 1935 à Copenhague, est un philologue et médiéviste danois spécialiste de la littérature médiévale française. De 1996 à 2003, il a été président de l'Académie royale danoise des sciences et des lettres.

## Biographie
Birger Munk Olsen fait ses études supérieures à l'université de Copenhague, puis à l'université de Caen, ensuite à Paris, où il est élève étranger à l'École normale supérieure de 1957 à 1961, et enfin à Rome. En 1961 il est reçu à l'agrégation de grammaire. En 1963 il soutient à La Sorbonne sa thèse de doctorat en littérature française. En 1965, il obtient le diplôme de la Pontificia Università Gregoriana.
Birger Munk Olsen devient maître de conférences à l'université de Copenhague de 1961 à 1968, avec une interruption de deux ans comme directeur-adjoint de l'Académie du Danemark à Rome (1964-1966), il est lecteur pour les langues scandinaves à la Sorbonne de 1968 à 1974. Depuis cette date, il est professeur titulaire de langues et littératures romanes à l'université de Copenhague.
Birger Munk Olsen fut le doyen de la faculté des lettres en 1979 et 1980.
Il participe à des organismes internationaux, telle que la Fondation européenne des sciences à Strasbourg. Il préside depuis 1999 la Société internationale de bibliographie classique, éditrice de L'Année philologique.
Birger Munk Olsen est également membre de la Société des anciens textes français, société savante fondée en 1875 à Paris et qui a pour but de publier des documents de toute nature rédigés au Moyen Âge en langue d'oïl ou en langue d'oc. En 1978, la Société des anciens textes français publie son édition des Dits en quatrains d'alexandrins monorimes de Jehan de Saint-Quentin.
Depuis 1998, il est membre associé de l'Académie des inscriptions et belles-lettres.
Il est l'auteur de plus de 70 ouvrages et articles consacrés à la philologie romane et aux différentes littératures médiévales.